# Saatse
Koordinaten: 57° 53′ N, 27° 47′ O

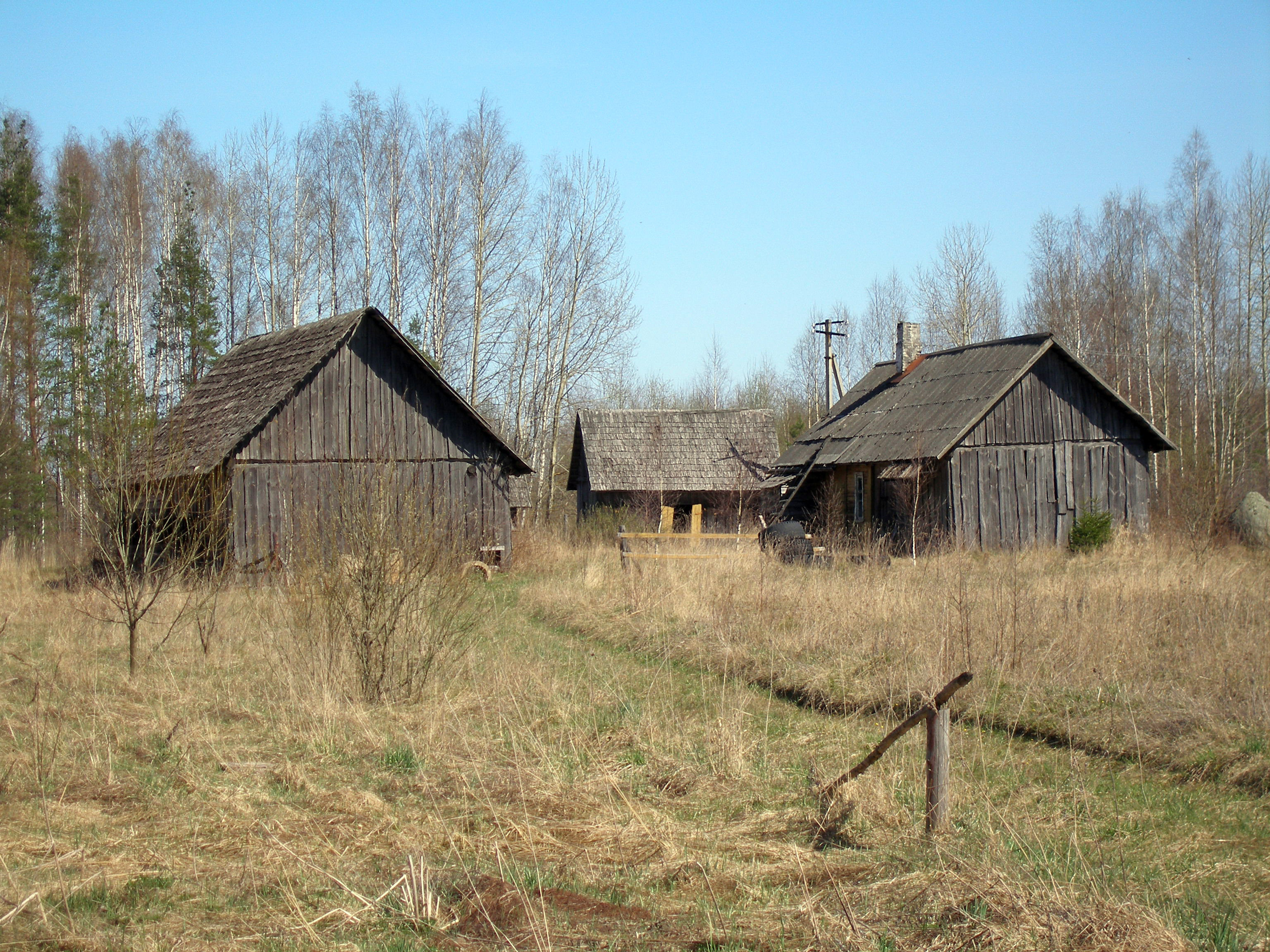
Verlassener Bauernhof in Saatse

Saatse (setukesisch Satserina) ist ein Dorf (estnisch küla) im äußersten Südosten Estlands an der Grenze zu Russland. 2007 lebten dort 89 Menschen. Es gehört zur Landgemeinde Setomaa im Kreis Võru (bis 2017 Värska im Kreis Põlva). In der Nähe des Dorfkerns fließt der Fluss Piusa (estnisch Piusa jõgi).

## Grenzlage
Seit der Wiedererlangung der estnischen Unabhängigkeit 1991 verläuft die Staatsgrenze zwischen der Republik Estland und der Russischen Föderation entlang der Dorfgrenze. Die einzige Straße von Värska nach Saatse führt über russisches Gebiet durch den Saatse-Stiefel. Der Weg, den Transitreisende frei befahren können, ist nur für Kraftfahrzeuge (nicht für Fußgänger oder Radfahrer) zugelassen. Anhalten ist verboten, worauf Verkehrsschilder auf estnischer Seite hinweisen.

## Geschichte
In den alten Kirchenchroniken war Saatse früher unter dem Namen Gorki (oder Korki) bekannt. Später trug der Ort den russischen Namen  Satscherenie, aus dem sich später die estnische und setukesische Ortsbezeichnung herleiteten. Die Bewohner gehören der setukesischen Kultur an. 1673 wurde eine Holzkirche in Saatse errichtet.

## Kirche
Sehenswert sind der alte Friedhof sowie die heutige orthodoxe Kirche von Saatse mit ihrer Ikonostase. Der Bau wurde 1801 fertiggestellt und 1884 erweitert. 1839 wurde sie um einen 22 Meter hohen Kirchturm aus Holz ergänzt. Die berühmte Ikone mit der „Geschichte von Paraskeva Pjatsinitsa“ datiert aus dem 18. Jahrhundert. Im Inneren der Kirche befindet sich ein steinernes Kreuz aus dem 15. Jahrhundert in einer metallenen Umrandung, dem Wunderkraft nachgesagt wird.
Eine prägende Persönlichkeit in Saatse war um die Wende zum 20. Jahrhundert der örtliche Pope Wassili Sokolowski. Er führte unter anderem die Bienenzucht in Saatse ein. 1919 wurde er in den politischen Wirren nach dem Ersten Weltkrieg ermordet. Sein Grab und die weiterer Märtyrer des Jahres 1919 befinden sich neben dem Eingangsportal des Friedhofs an der Stelle des früheren Altars der alten Kirche.

## Museum
In Saatse befindet sich im alten Schulhaus ein Museum zur Kultur der Setu mit mehr als 20.000 Exponaten. Es wurde 1974 eröffnet und ist heute eine Zweigstelle des 1998 gegründeten Setu-Museums von Värska. Daneben sind dort die Kunstarbeiten von Renaldo Veeber, des Sohns des Museumsgründers Viktor Veebers, ausgestellt. Das Museum liegt direkt am estnisch-russischen Grenzkontrollstreifen.